# Koji Kuramoto
Koji Kuramoto (né le 14 août 1951) est un judoka japonais. Il participe aux Jeux olympiques d'été de 1976 dans la catégorie des poids mi-moyens et remporte la médaille d'argent.

## Palmarès

### Jeux olympiques
- Jeux olympiques de 1976 à Montréal,  Canada
  -  Médaille d'argent.